# Asz-Szir
Asz-Szir (arab. الشير) – miasto w Syrii, w muhafazie Latakia. W 2004 roku liczyło 2129 mieszkańców.